# Storytelling

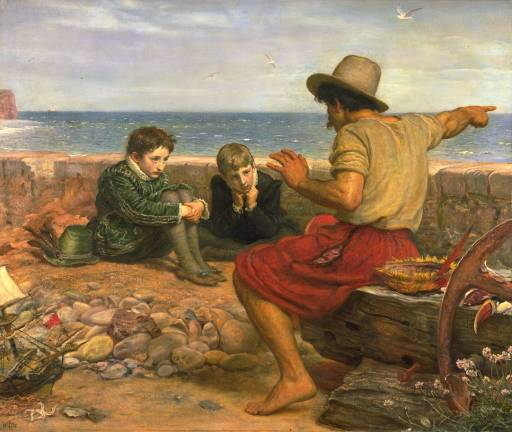
The Boyhood of Raleigh van John Everett Millais, olieverf op doek, 1870. Een zeeman vertelt de jonge Walter Raleigh en diens broer een verhaal over gebeurtenissen op zee

Storytelling – verhalen vertellen – is de sociale en culturele activiteit van het vertellen van verhalen. De term ‘storytelling’ in engere zin gaat over het mondeling vertellen van verhalen, waarbij de verteller en de luisteraars in dezelfde ruimte zijn, in direct contact. Dit is de vorm van storytelling waar dit artikel over gaat. In bredere zin kan storytelling verwijzen naar het vertellen via andere media, zoals boeken of films, en in het bijzonder naar digital storytelling.

## Geschiedenis
Vertellen van verhalen bestaat waarschijnlijk al zo lang als de mensheid beschikking heeft over vuur en mensen tijd en gelegenheid kregen om elkaar rondom het kampvuur verhalen te vertellen.
Op een gegeven moment kwamen in culturen van noord tot zuid en van oost tot west mensen, mannen of vrouwen, die zich speciaal toelegden op het vertellen van verhalen, en daar in sommige gevallen ook mee in hun onderhoud voorzagen. Natuurlijk bleef men daarnaast verhalen vertellen binnen de familie, tussen vrienden of collega’s.
De rol van deze gespecialiseerde verhalenvertellers en de manier waarop ze vertelden vertoonde veel variatie tussen en binnen culturen en in verschillende tijden. Zo waren er vertellers in dienst van heersers, die de heldendaden van hun broodheer en zijn krijgers bezongen, zoals de Scandinavische skald of de Keltische bard teulu . Er waren rondreizende vertellers (jongleurs, troubadours in Frankrijk, skomorokhi in Russia, kalamkari in India en veel meer op alle continenten ), en lokale of reizende vertellers met een religieuze functie (bijvoorbeeld pyjai in Suriname , kalêki in Rusland tempelvertellers in India). In koffiehuizen in het Midden-Oosten vertelden en vertellen soms nog hakawati en op de markten van Marokko hlaykia . In West-Afrika is de griot een dichter, lofzanger en muzikant, en wordt beschouwd als bewaarder en verteller van mondeling overgebrachte tradities en geschiedenis , om maar enkele voorbeelden te noemen.
De vorm van de vertellingen varieerde en varieert. Veel oude verhalen waren in een of andere versvorm (bijvoorbeeld Edda en heldendichten). Sommige vertellers blonken uit in het zo nauwkeurig mogelijk reciteren of zingen van bestaande verzen, anderen maakten zelf nieuwe. Weer andere vertellers vertelden in proza, al dan niet gebruikmakend van hun eigen fantasie. Vertellers maakten gebruik van begeleidende muziek, van plaatjes (bijvoorbeeld verteldoeken in India, kamishibai in Japan) of andere attributen .

## Neergang en opleving
De populariteit van verhalenvertellers is in veel culturen afgenomen. Waarschijnlijk doordat steeds meer mensen zelf konden lezen en door de opkomst van andere vormen van recreatie. Er is echter in bijvoorbeeld de Verenigde Staten en in Europa sprake van revival , met festivals, trainingen en andere uitingen. In een project in 2020 wist Alannah Robins contact te leggen met tientallen verhalenvertellers in Europa die samen vijftig verschillende culturen vertegenwoordigden , wat wel aangeeft dat verhalen vertellen (weer) een wijdverbreide activiteit is. Ook in andere delen van de wereld lijkt er een opleving van mondelinge vertelkunst te zijn (Bhutan , India , Arabische wereld ).

## Nederland
Ook in Nederland is er sprake van een vertelcultuur met hobbyisten en professionals, met festivals en optredens en met professionele trainingen en opleidingen. Vertelkringen zijn groepen amateurvertellers die samen oefenen en geregeld optreden voor publiek. Bij de Stichting Vertellen zijn er tientallen bekend door het hele land . Professionele en semiprofessionele vertellers treden onder andere op op podia, in scholen, kerken en bejaardentehuizen of helpen bijvoorbeeld in musea om cultureel erfgoed voor het voetlicht te brengen. In 2008 benoemde Amsterdam een stadsverhalenverteller. In Amsterdam is er sinds 2014 een gevestigd cultureel centrum voor verhalenvertellen; de Mezrab en een jaarlijks festival rondom verhalen; het Amsterdam Storytelling Festival. Vertellen is in 2020 toegevoegd aan de lijst van Immaterieel Erfgoed . Moderne vertellers vertellen meestal in een losse stijl, waarbij hetzelfde verhaal bij elke vertelling anders uitpakt, afhankelijk van de situatie en het publiek.
Verhalen vertellen is tegenwoordig vaak voornamelijk als verstrooiing bedoeld, maar het wordt ook ingezet op scholen voor taalontwikkeling en in het literatuuronderwijs, voor zingeving in verschillende contexten waaronder religieus, voor verbinding tussen culturen of tussen generaties en zoals hieronder besproken in bedrijven.

## Corporate storytelling
Corporate storytelling is een range aan vertelvormen die ten dienste staan van bedrijven. Bij corporate storytelling wordt vaak een verhaal gemaakt passend bij een specifiek bedrijf dat tot doel heeft medewerkers of klanten met elkaar en met het bedrijf te verbinden. In sommige gevallen is het mondeling vertellen hier ook een onderdeel van.

## True stories
Waar de meeste vertellers bestaande of zelfverzonnen verhalen vertellen, zoals mythen, sagen, legenden, sprookjes, epische, historische of literaire verhalen enzovoort, vertellen sommigen zogeheten ‘true stories’, verhalen die de verteller echt zelf heeft meegemaakt. True story evenementen hebben vaak een zogeheten ‘open mic’, waar leden van het publiek hun eigen verhaal kunnen vertellen. Een locatie waar al vrij lang ‘true stories’ worden verteld is The Moth in New York, VS, maar ook in Nederland vinden zulke bijeenkomsten plaats.